# Nikotinfreier Tabak
Als nikotinfreier Tabak werden Tabakprodukte und verwandte Erzeugnisse bezeichnet, die zur Herstellung von nikotinfreien Rauchwaren dienen. Nikotinfreier Tabak im engeren Sinne wird aus Züchtungen nikotinfreier Tabakpflanzen oder durch Entzug des Nikotins aus herkömmlichem Tabak gewonnen. Es werden jedoch auch verschiedene nicht aus der Tabakpflanze gewonnene Stoffe als nikotinfreier Tabak bezeichnet.
Erzeugnisse aus Tabak unterliegen in Deutschland dem Tabakerzeugnisgesetz, unabhängig davon, ob Nikotin enthalten ist. Von der steuerlichen Bewertung als Tabakerzeugnis „ausgenommen sind Erzeugnisse ganz aus anderen Stoffen als Tabak, die ausschließlich medizinischen Zwecken dienen und Arzneimittel im Sinn des Arzneimittelgesetzes“ sind (§ 1 Abs. 8 TabStG). Diese Regelung folgt den Vorgaben der Richtlinie 2011/64/EU.

## Nikotinreduzierte Züchtungen der Tabakpflanze
Nikotinfreier Tabak aus nikotinarmen Züchtungen der Tabakpflanze wurden in den 1930er Jahren in Deutschland angebaut. Die Sorten wurden in der 1927 gegründeten Reichsanstalt für Tabakbau gezüchtet, da man damals annahm, dass die gesundheitsschädliche Wirkung des Tabakrauches vorwiegend dem Nikotin zuzuschreiben sei. Diese Sorten konnten sich jedoch aufgrund des Fehlens von bestimmten Aromastoffen nicht durchsetzen. 2003 und 2004 wurden in Argentinien durch gentechnische Manipulation nahezu nikotinfreie Tabakpflanzen angebaut und in den USA in Form von Zigaretten vertrieben.

## Erster nikotinfreier Tabak
Der letzte Schritt in der Nikotinbiosynthese wird durch die BBL-Proteinfamilie (BBL – berberine bridge like), bestehend aus sechs Proteinen, katalysiert. Um die Nikotionbiosynthese vollständig auszuschalten, ist es notwendig alle sechs Proteine zu entfernen. Herkömmliche Züchtung stößt hier an ihre die Grenzen, mit moderner Gentechnik ist es jedoch möglich gezielt Gene zu adressieren und diese mit Hilfe der Genschere CRISPR Cas9 zu schneiden. Natürliche DNA-Reparatursysteme der Tabakpflanze setzten die Enden des Erbgutes wieder zusammen (Non-homologous end-joining (NHEJ)), wobei jedoch Fehler entstehen. Diese Fehler führen dazu, dass die entsprechenden Proteine fehlerhaft gebildet werden und ihre Funktion verlieren. Im Fall der Nikotinbiosynthese konnte so der letzte Biosyntheseschritt ausgeschaltet werden. Die Nikotinkonzentration dieser Tabakpflanzen liegt an der Nachweisgrenze. Durch Selbstung gelang es die Genschere wieder aus dem Genom zu entfernen, so dass in der nikotinfreien Pflanze keine Fremdgene mehr vorhanden sind. Die eingefügten Mutationen unterscheiden sich nicht von natürlich vorkommenden. Allerdings muss aufgrund eines EuGH-Urteils vom Juli 2018 diese Pflanze jedoch als „Gentechnisch veränderter Organismus“ gekennzeichnet werden und unterliegt in der Europäischen Union der Richtlinie 2001/18/EG (Freisetzungsrichtlinie).

## Tabakersatzstoffe
Nikotinfreier Tabak wird unter anderem aus folgenden Pflanzen gewonnen:
- Zuckerrohr (z. B. als tabakfreier Tabakersatzstoff für Wasserpfeife (Shisha), u. a. von der indischen Firma Soex vertrieben)
- Kräuter (z. B. Knaster)

Die Tabakersatzprodukte können mit Tabakzusatzstoff-ähnlichen Substanzen aromatisiert sein. Es werden darüber hinaus Fruchtaromen eingesetzt, die bei Tabakwaren nicht verwendet werden.

## Gesundheitliche Auswirkungen
Die Ersatzstoffe enthalten kein Nikotin und sind somit nicht suchterregend. Allerdings werden die Verbrennungsgase, die u. a. Kohlenmonoxid und polyzyklische aromatische Kohlenwasserstoffe enthalten, sowie weitere Schadstoffe (z. B. Carbonyle), die bei der Verbrennung jeder pflanzlicher Substanz freigesetzt werden, inhaliert. Daher ist auch das Rauchen nikotinfreier Ersatzstoffe gesundheitlich bedenklich – kann aber im Rahmen von Raucherentwöhnungsprogrammen zeitlich limitiert eingesetzt werden, um die Symptome der substanzungebundene Abhängigkeitskomponente der Tabaksucht zu bekämpfen und so beispielsweise einen Rückfall auf nikotinhaltige Rauchwaren zu vermeiden.